# Tinks Pottinger
Tinks Pottinger, född den 26 april 1956 i Waipawa i Nya Zeeland, är en nyzeeländsk ryttare.
Hon tog OS-brons i lagtävlingen i fälttävlan i samband med de olympiska ridsporttävlingarna 1988 i Seoul.